# Шабанов, Андрей Васильевич
Андрей Васильевич Шабанов (род. 29 октября 1976, Свердловск) — российский футболист, игрок в мини-футбол. Более всего известен своими выступлениями за екатеринбургский клуб «ВИЗ-Синара», также привлекался в сборную России по мини-футболу. Мастер спорта России международного класса.

## Биография
Родился 29 октября 1976 года в городе Свердловске.
Воспитанник ДЮСШ «Уралмаш».
Начинал свою карьеру в МЦОП Металлург (Верхняя Пышма) и в дубле екатеринбургского «Уралмаша». В 1996 году он дебютировал в основной команде, выйдя на замену в матче Высшей лиги против нижегородского «Локомотива». Этот сезон стал последним для Андрея в большом футболе, так как он принял решение перейти в мини-футбол. Его первым мини-футбольным клубом стал екатеринбургский «Луч», впоследствии переименованный в «Уралмаш-мини». Затем Шабанов перешёл в «ВИЗ» и вскоре стал одним из лучших бомбардиров команды, а в сезоне 2001-02 по количеству забитых мячей ему не было равных и во всём чемпионате. В 2003—2005 годах он играл за «Спартак» и «Спартак-Щёлково», после чего вернулся в Екатеринбург.
В 2006 году Андрей вошёл в «Клуб 250», мини-футбольный аналог «Клуба 100». В 2007 и 2008 годах он внёс вклад в важнейшие победы «ВИЗ-Синары», дважды отличившись в финале кубка России против «Динамо-Ямала» и реализовав послематчевый пенальти в финале Кубка УЕФА по мини-футболу против «Эль-Посо». Выиграв в 2009 году с екатеринбургским клубом первое в его истории чемпионство, покинул его. Именно Шабанов забил золотой гол того первенства — в ворота «Липецка».
Следующий сезон (с 9 сентября 2010 года) Шабанов провёл в пермском «Арсенале», игравшем в Первой лиге. С пермским клубом Андрей и вернулся в профессиональный мини-футбол, сумев помочь ему выйти в Высшую лигу. Начиная с сезона 2011/2012 Шабанов защищает цвета курганской команды «Арбитраж», выступающей в первой лиге чемпионата России.
Шабанов дебютировал в сборной России по мини-футболу 16 ноября 1997 года в товарищеском матче против сборной Бразилии. В заявку сборной на чемпионаты мира и Европы он ни разу не попадал, хоть и участвовал в отборе на Чемпионат Европы 2003, отличившись трижды.
В 2012 году — главный тренер МФК Арбитраж (Курган). Работая тренером, иногда участвовал в игре.
Весной 2015 года играл за команду «Газпромнефть G-Drive» в «Лиге чемпионов бизнеса».
С 2017 года тренер МФК «Звезда», г. Камышлов.

## Достижения
- Победитель студенческого чемпионата мира по мини-футболу 2002
- Обладатель Кубка УЕФА по мини-футболу 2007-08
- Чемпион России по мини-футболу 2008—2009
- Обладатель Кубка России по мини-футболу 2007

Личные:
- Лучший бомбардир чемпионата России по мини-футболу 2000/01